# O/O Japurá
O O/O Japurá (Abreviação de Ore/Oil Japurá) é um navio-tanque graneleiro destinado ao transporte de óleo do Oriente para o Brasil e de minérios do Brasil para o Oriente.  Com peso de 131 661 TPB (Tonelada Porte Bruto), mede 273,5 metros de comprimento e 44,5 metros de largura. Foi alienado em 04 de outubro de 2002. 

## Origem do nome
O graneleiro recebe esse nome devido ao rio Japurá, afluente do rio Solimões e um dos mais importantes rios do estado do Amazonas. Suas águas são límpidas, contrastando com as do rio Solimões, que se apresentam de maneira barrenta.
Já a abreviação O/O deriva do fato de ser um navio de transporte de minérios (em inglês Ore) e óleo (em inglês Oil). 

## Construção
A embarcação foi construída no estaleiro brasileiro Ishibras, e foi entregue à empresa Petróleo Brasileiro S.A. (Petrobras) em julho de 1976, sendo matriculado no Rio de Janeiro.

## Características
- Dimensões:

► 273,5 metros de comprimento
► 44,5 metros de largura
- Peso: 131 661 TPB